# Claude Piquemal
Claude Piquemal (* 13. März 1939 in Siguer, Ariège) ist ein ehemaliger französischer Leichtathlet. Bei einer Körpergröße von 1,72 m betrug sein Wettkampfgewicht 64 kg.

## Sportliche Karriere
Claude Piquemal nahm 1960 in Rom erstmals an Olympischen Sommerspielen teil. Er schied im 100-Meter-Lauf im Viertelfinale aus. Die Staffel wurde im Vorlauf disqualifiziert. Bei den Europameisterschaften 1962 in Belgrad gewann er über 100 Meter in 10,4 Sekunden Gold vor seinem Landsmann Jocelyn Delecour. Die französische Staffel belegte trotz der beiden schnellen Sprinter am Schluss in 40,0 Sekunden lediglich Platz 4. Bei den Mittelmeerspielen 1963 gewann er Gold im 100-Meter-Lauf und Silber in der 4-mal-100-Meter-Staffel.
Bei den Olympischen Sommerspielen 1964 in Tokio erreichte Piquemal über 100 Meter das Halbfinale, in dem er in 10,5 Sekunden ausschied. Mit der Staffel gewann er in 39,3 Sekunden Bronze hinter den Staffeln aus den USA und aus Polen. In der Staffel waren Paul Genevay, Bernard Laidebeur, Piquemal und Delecour im Einsatz. 
Bei den Europameisterschaften 1966 in Budapest konnte Piquemal seinen Titel von 1962 nicht verteidigen. Hinter dem Polen Wiesław Maniak und seinem Landsmann Roger Bambuck wurde er in 10,5 Sekunden Dritter. Auch die beiden vor ihm Platzierten wurden mit 10,5 gestoppt. Mit der Staffel in der Besetzung Marc Berger, Jocelyn Delecour, Claude Piquemal und Roger Bambuck gewann Frankreich in 39,4 Sekunden vor der Staffel aus der Sowjetunion.
In Mexiko-Stadt trat Piquemal bei den Olympischen Sommerspielen 1968 nur in der Staffel an und gewann in der Aufstellung Gérard Fenouil, Delecour, Piquemal und Bambuck in 38,43 Sekunden Bronze.
Claude Piquemal war nur 1960 und 1963 französischer Meister im 100-Meter-Lauf. Am Anfang seiner Karriere gewann meist Delecour, ab 1965 Bambuck. 
Piquemal, ganz aus dem Süden Frankreichs stammend, und Delecour, der von der belgischen Grenze kam, liefen zehn Jahre lang gemeinsam in der französischen Staffel, wobei Piquemal meist in der zweiten Kurve antrat, während Delecour entweder die Gegengerade oder die Zielgerade lief.